# Малый Кривец (Брянская область)
Малый Кривец — деревня в Новозыбковском городском округе Брянской области.

## География
Находится в западной части Брянской области на расстоянии приблизительно 15 км на восток по прямой от районного центра города Новозыбков.

## История
Возникла в 1710-х годах. В 1859 году здесь (деревня Новозыбковского уезда Черниговской губернии) было учтено 69 дворов, в 1892—119. В середине XX века работал колхоз «Красное знамя». До 2019 года входила в состав Старокривецкого сельского поселения Новозыбковского района до их упразднения.

## Население
Численность населения: 478 человек (1859 год), 748 (1892), 69 человек в 2002 году (русские 100 %), 27 в 2010.